# Jiří Smejkal
Jiří Smejkal, född 5 november 1996 i České Budějovice, Tjeckien, är en tjeckisk ishockeyspelare som spelar för IK Oskarshamn i Svenska Hockeyligan. Smejkals moderklubb är HC Ceske Budejovice som han spelade med som junior innan han flyttade till Kanada och spelade med Moose Jaw Warriors i Western Hockey League. Till säsongen 2016/17 fick han sitt första seniorkontrakt med Medveščak Zagreb för spel i KHL. Därefter spelade han några säsonger för HC Sparta Prag i tjeckiska Extraliga. Till säsongen 2020/21 skrev han kontrakt med Tappara i finska FM-ligan och året därpå med Pelicans i samma liga. 2022 kom han till IK Oskarshamn och Svenska Hockeyligan.